# Coryphopterus thrix
Coryphopterus thrix és una espècie de peix de la família dels gòbids i de l'ordre dels perciformes.

## Morfologia
Els mascles poden assolir els 5 cm de longitud total.

## Distribució geogràfica
Es troba des del sud de Florida i les Bahames fins al Brasil.